# Celegorm

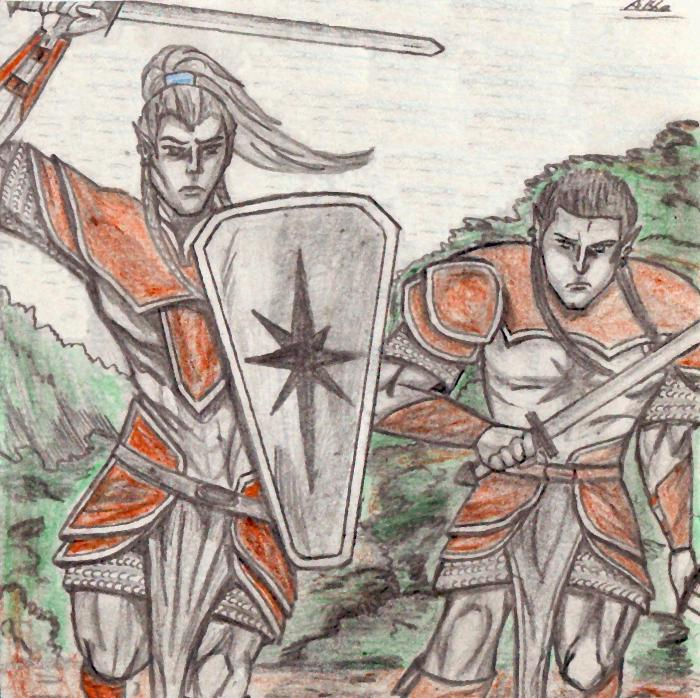
Celegorm och Curufin går till strid mot Morgoths arméer.

Celegorm är en fiktiv person i J.R.R. Tolkiens berättelser om Midgård och är med i boken Silmarillion.
Han var Fëanors och Nerdanels tredje son, han nämns ofta tillsammans med en annan broder, Curufin.
I Tolkiens fiktiva språk quenya betyder Celegorm Tyelkormo eller ”Brådskande revolterare” för att beskriva hans snabba humör och hans vana att hoppa upp när han blir arg. Hans fadersnamn på quenya var Turkafinwë eller ”Stark Finwë” som betyder ”Stark Vilja”. (”Finwë” var ett vanligt familjenamn i hans Hus, det hade varit namnet på hans farfar Finwë, fader till Huset och högkonung av noldor.) 
Celegorm var en mäktig jägare och var vän med Oromë. Oromë lärde han sig mycket om fåglar och djur och kunde förstå en stor del av deras språk. Från Valinor tog han med sig den mäktiga hunden Huan som han fått som en gåva av Oromë. 
I Silmarillion var Celegorm bunden av en ed att återta sin faders silmariller, som hade blivit stulna av Mörkrets Herre Morgoth. Hans ed tog han och hans bröder till Midgård under den Första Åldern där de grundade riken i exil, startade krig mot Morgoths arméer, kämpade mot deras egna alviska släkte och till slut gav förstörelse till både dem själva och deras följeslagare. 
Celegorm var med i det första frände-dråpet och han hade överfallit orcherarméerna i Dagor-nuin-Giliath då de marscherat norr från Círdans hamnar för att hjälpa de styrkor som noldor redan kämpade emot. Celegorm, tillsammans med alla hans bröder följde Maedhros till östra Beleriand efter rådslaget av Mithrim, där Maedhros abdikation ledde till att Fingolfin blev högkonung av noldor. Celegorm, hans broder Curufin och hans brorson Celebrimbor bosatte sig i Himlad och förstärkte Aglonpasset. Orcherna försökte ta sig igenom passet men blev tillbakadrivna av de kombinerade styrkorna från Dorthonion och Himring.
I Dagor Bragollach blev passet övertaget trots mäktigt motstånd. Celegorm, Curufin och Celebrimbor marscherade då tillsammans med överlevarna från Himlad mot Minas Tirith. De räddade sin vän Orodreth från Saurons attack på Tol Sirion. Trots att Minas Tirith föll från Angbands styrkor flydde Orodreth, Celegorm, Curufin och Celebrimbor med ett litet följe.
Celegorm och Curufin levde i Nargothrond och hjälpte Finrod i alla rikets ärenden och vann många följeslagare på grund av deras handlingar. Deras ed och förbannelsen från valar förgiftade deras tankar efter att Beren frågat efter Finrods hjälp att återta en silmarill. De motsatte sig Finrods uppdrag och deras ord fick folket att vända sig emot deras kusin.
De tillfångatog Lúthien Tinúviel, dotter till kung Thingol av Doriath. Celegorm ville gifta sig med henne och tvinga fram ett band av släktskap med Thingol. Celegorm skickade meddelanden till Thingol som förklarade hans avsikter. Dock bröt Huan upp med sin mästare och hjälpte Lúthien att fly. Celegorm och Curufin drevs bort från Nargothrond efter att deras dåd kommit till kännedom. De lovade att krossa Thingol efter att han svekfullt nekat att ge upp silmarillerna. Deras dåd gjorde även att Nargothrond och Doriath inte anslöt sig till Maedhros Union.
Celegorm föll under det andra frände-dråpet då Fëanors söner anföll Doriath för att återta silmarillen som konung Dior den vackra av Doriath hade. Celegorm hade varit den som fått sina bröder att anfalla landet. Dior och Celegorm dräpte varandra i Menegroths salar.